# Катражка
Катра́жка — село в Україні, у Роздорській селищній територіальній громаді Синельниківського району Дніпропетровської області. Населення за переписом 2001 року становить 94 особи. До 2016 року орган місцевого самоврядування - Старовишневецька сільська рада.

## Історія
12 червня 2020 року, відповідно до розпорядження Кабінету Міністрів України № 709-р від «Про визначення адміністративних центрів та затвердження територій територіальних громад Дніпропетровської області», увійшло до складу Роздорської селищної територіальної громади.
19 липня 2020 року, в результаті адміністративно-територіальної реформи та ліквідації   Синельниківського (1923—2020) району, село увійшло до складу новоутвореного Синельниківського району.

## Географія
Село Катражка знаходиться на лівому березі річки Нижня Терса, вище за течією на відстані 1,5 км розташоване село Луб'янка, нижче за течією на відстані 2,5 км розташоване село Старовишневецьке, на протилежному березі - село Ясне. На відстані 0,5 км від села розташоване селище Вишневецьке. Поруч проходить залізниця, станція Вишневецьке за 1 км.

## Інтернет-посилання
- Погода в селі Катражка [Архівовано 20 грудня 2011 у Wayback Machine.]